# Mirifici Logarithmorum Canonis Descriptio

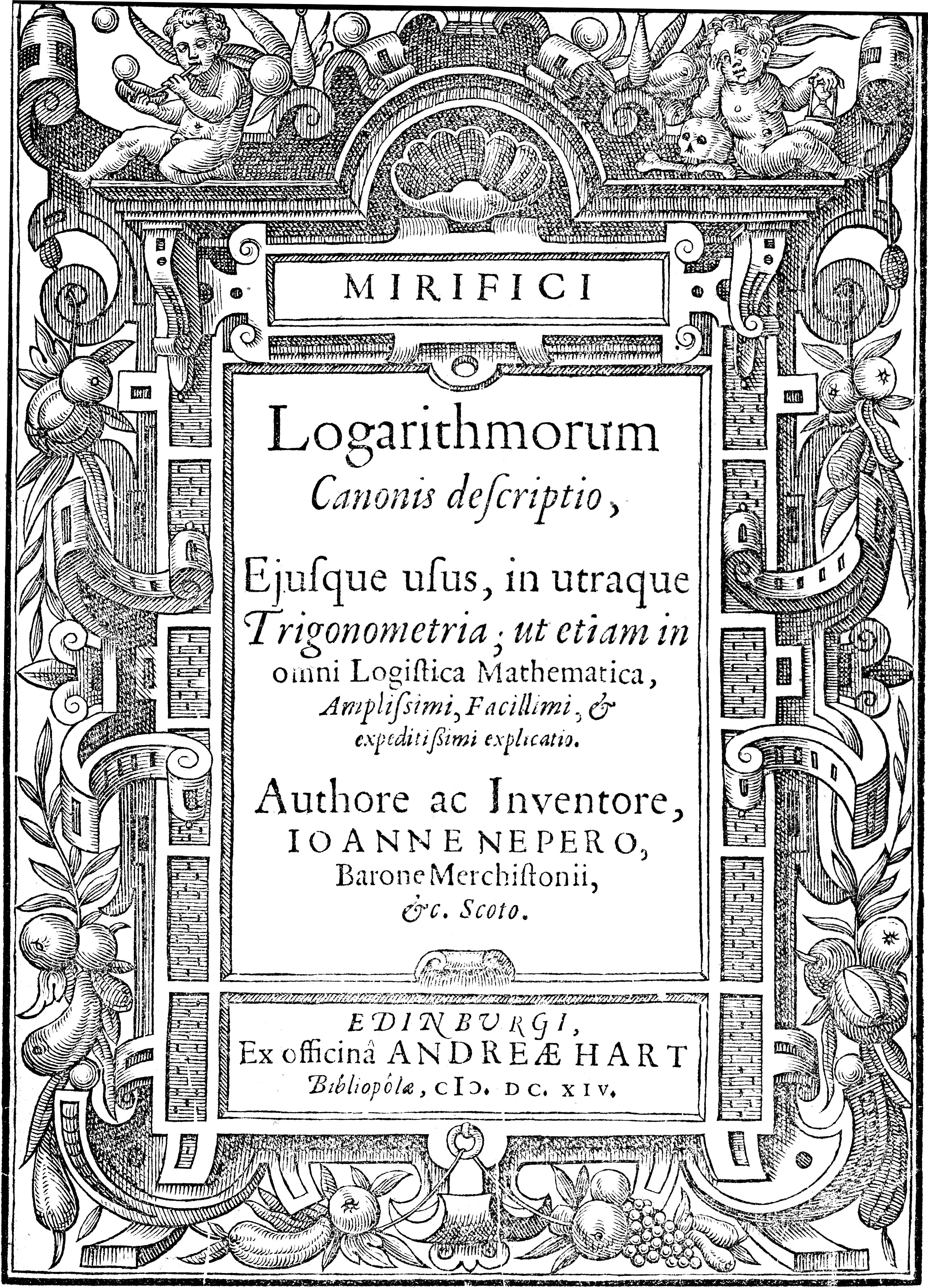
Página de título de la obra de John Napier de 1614, Mirifici Logarithmorum Canonis Descriptio

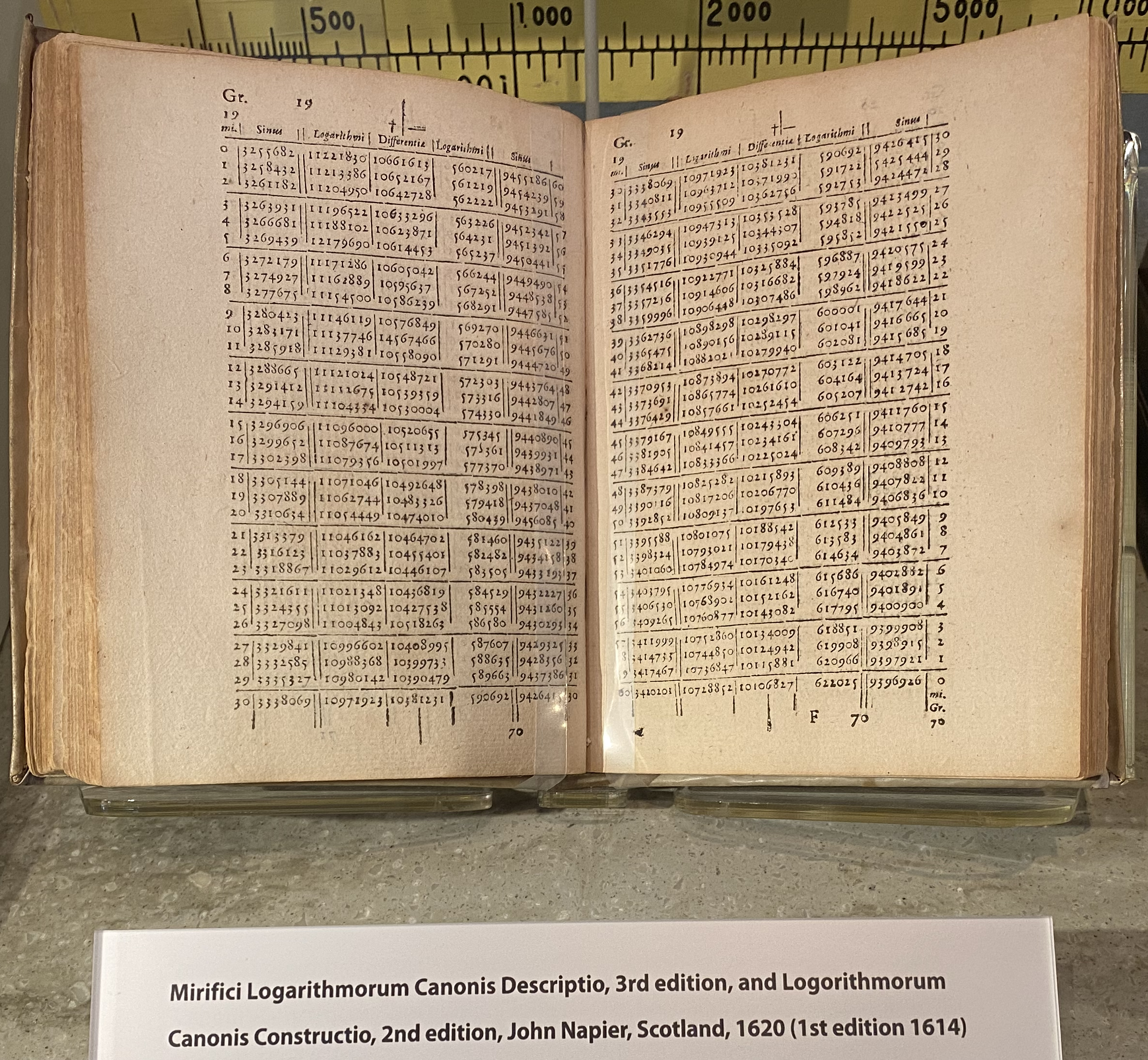
Las páginas de los logaritmos para el ángulo de 19 grados de la tabla de Napier de 1614. La página de la izquierda cubre incrementos de ángulo de 0 a 30 minutos, la página de la derecha de 30 a 60 minutos.

Mirifici Logarithmorum Canonis Descriptio (Descripción de la maravillosa regla de los logaritmos, en español, y conocido informalmente como Descriptio) es un libro en latín del terrateniente y aficionado a las matemáticas escocés John Napier que expone por vez primera el método de uso de los logaritmos. Aunque otros matemáticos se habían acercado a la idea de los logaritmos, como el alemán Michael Stifel y el suizo Joost Bürgi, fue Napier quien publicó en su libro por primera vez el concepto, junto con tablas precalculadas de fácil uso.

## Historia
Antes de la introducción de los logaritmos, los cálculos numéricos de alta precisión que implicaban multiplicación, división y extracción de raíces eran laboriosos y propensos a errores. Los logaritmos simplifican enormemente estos cálculos. Como lo expresó Napier en el prefacio de su libro:

Ya que nada es más tedioso, colegas matemáticos, en la práctica de las artes matemáticas que los grandes retrasos sufridos en el tedio de las largas multiplicaciones y divisiones, el cálculo de razones y la extracción de las raíces cuadradas o cúbicas, y en las cuales no sólo se ha de considerar el retraso de tiempo sino también la molestia de los muchos errores tontos producidos; le he estado dando vueltas a mi mente y, por el arte seguro y expeditivo, podría ser capaz de mejorar estas dificultades citadas. Después de pensar lo suficiente, finalmente he encontrado una regla maravillosa para hacer los procedimientos más cortos, y tal vez la manera en la que el método surgió se establece en otros lugares. Realmente, en lo que concierne a estas materias, no hay nada más útil que el método que he encontrado. Así, todos los métodos asociados a las multiplicaciones y divisiones de números y a las largas y arduas extracciones de las raíces cuadradas y cúbicas son todos rechazados en la obra, y su lugar lo ocupan otros números en su sustitución, los cuales hacen las mismas operaciones rechazadas a través de sumas, restas y la división entre dos o tres únicamente.: Prefacio 

El libro contiene cincuenta y siete páginas de material explicativo y noventa páginas de tablas de funciones trigonométricas y sus logaritmos neperianos.: 18  Estas tablas redujeron los cálculos en trigonometría esférica, que son fundamentales para la astronomía y la navegación astronómica y que normalmente incluyen productos de senos, cosenos y otras funciones. Napier también describe otros usos, como la resolución de problemas de proporciones.: Prefacio 
John Napier pasó 20 años calculando las tablas.: 16 Luego, reunió sus cálculos y observaciones en idioma latín y, durante ese proceso, ideó la palabra logaritmo (de las palabras griegas λόγος (logos) que significa ‘proporción’, y ἀριθμός (arithmós) que significa ‘número’, y se define, literalmente, como «un número que indica una relación o proporción») que sustituyó a su denominación inicial de «números artificiales». El título completo que dio a la obra fue Mirifici logarithmorum canonis descriptio, ejusque usus, in utraque Trigonometria; ut etiam in omni Logistica Mathematica. Amplissimi, facillimi & expeditissimi explicatio (Una descripción de la maravillosa regla de los logaritmos y su uso, tanto en Trigonometría; como también en todos los Cálculos Matemáticos. Una explicación muy completa, fácil y rápida, en idioma español).
Posteriormente, John Napier reunió las notas en las que describe cómo construyó sus tablas, pero pospuso su publicación para ver cómo sería recibido su primer libro. Napier murió en 1617, por lo que su hijo y albacea literario, Robert Napier, publicó el libro de su padre, Mirifici Logarithmorum Canonis Constructio (Construcción de la maravillosa regla de los logaritmos, en idioma español, conocido informalmente como Constructio) con notas adicionales del matemático Henry Briggs en 1619. Este libro detalla cómo Napier creó y utilizó tres tablas de progresiones geométricas para facilitar el cálculo de logaritmos de la función seno. Ambos trabajos fueron publicados por el taller del impresor escocés Andrew Hart.

## Las tablas
En la época de Napier, la notación decimal, como se usaba en Europa, solo representaba números enteros. El matemático neerlandés Simon Stevin había propuesto incluir una parte fraccionaria con un número decimal, pero su notación era incómoda. La idea de utilizar un punto para separar la parte entera de un número decimal de la parte fraccionaria fue propuesta por primera vez por el propio Napier en la Sección 5 de su Constructio. Napier utilizó el concepto para facilitar un cálculo más preciso de las tablas, pero no en las tablas impresas mismas.: 22  Así, el valor del seno de un ángulo publicado en su tabla es un número entero que representa la longitud del lado opuesto a ese ángulo en un triángulo rectángulo con hipotenusa de 10 000 000 de unidades de longitud. El logaritmo de la tabla, sin embargo, es el del valor del seno dividido por 10 000 000.: 19 El logaritmo se presenta nuevamente como un número entero con un denominador implícito de 10 000 000.
Las tablas constan de 45 pares de páginas enfrentadas. Cada par está etiquetado en la parte superior con un ángulo, de 0 a 44 grados, y en la parte inferior, de 90 a 45 grados, excepto en la página de 44 a 45 grados que es de una sola cara. La primera columna de cada página de la tabla es un incremento del ángulo en minutos de arco, que se agregará al valor de grados en la parte superior de la página. La columna del extremo derecho son los minutos que se añadirán al valor de grados en la parte inferior de cada página. Esta disposición es tal que para cada línea de una página, el ángulo completo representado por la columna 7 es el ángulo complementario de la columna 1 (90°–columna 1). Moviéndose hacia adentro, adyacente a cada columna de ángulo está el seno de ese ángulo, seguido por el valor absoluto del logaritmo de Napier de ese seno. Se pueden obtener logaritmos de los cosenos para la columna 1 fácilmente leyendo la página hasta la columna 5, y viceversa. La columna del medio muestra la diferencia entre los dos logaritmos, que es el logaritmo neperiano de la función tangente o cotangente si se invierten los signos.: Capítulo III 
Las tablas también se pueden usar para hallar los logaritmos neperianos de números positivos menores que uno, al usar como argumento de la función el cociente entre los valores de los senos (columnas 2 y 6) y la diferencia de los valores de los logaritmos de los senos (columnas 3 y 5) como logaritmo resultante, invirtiendo el signo y dividiendo entre 10 000 000. Al revertir el procedimiento, se obtienen los antilogaritmos respectivos.
Las primeras tres filas de la siguiente tabla reproducen los títulos y las dos primeras filas de datos de la página de 19 grados del lado izquierdo de la tabla de Napier, según la fotografía anexa a este artículo. Les siguen un encabezado traducido y valores de senos y logaritmos calculados con algoritmos modernos para estos mismos ángulos. Estos se truncan a una precisión de 8 dígitos, uno más que la precisión nominal de 7 dígitos de la tabla de Napier. Los números de columna se muestran para mayor claridad.
| mi.       | Sinus      | Logarithmi   | Differentie | Logarithmi       | Sinus         |         |
| --------- | ---------- | ------------ | ----------- | ---------------- | ------------- | ------- |
| 0         | 3255682    | 11221830     | 10661613    | 560217           | 9455186       | 60      |
| 1         | 3258432    | 11213386     | 10652167    | 561219           | 9454239       | 59      |
| θ         | seno(θ)    | −ln(seno(θ)) | −ln(tan(θ)) | −ln(seno(90°-θ)) | seno(90° − θ) | 90° − θ |
| 19°       | 0.32556815 | 1.12218345   | 1.0661617   | 0.05602174       | 0.94551857    | 71°     |
| 19°1′     | 0.32584318 | 1.12133905   | 1.0652171   | 0.05612195       | 0.94542383    | 70°59′  |
| Columna 1 | 2          | 3            | 4           | 5                | 6             | 7       |

## División de laDescriptio
La Descriptio de Napier se divide en dos libros. El primero describe su invento y algunas aplicaciones e incluye las tablas. El segundo analiza las aplicaciones a la trigonometría.

### Libro I
El capítulo 1 contiene una serie de definiciones y proposiciones que explican la concepción de los logaritmos de Napier en términos de dos modelos de movimiento de partículas en movimiento rectilíneo. En el primero, una partícula parte de un punto y se mueve con rapidez constante. En el segundo, otra partícula se mueve sobre una línea recta de 107 unidades de longitud con la misma rapidez inicial de la anterior, pero su velocidad disminuye en proporción a su distancia desde el punto de partida. : Capítulo I, Definición 5  El logaritmo de un número, a, es entonces la distancia recorrida por una partícula en el modelo de velocidad constante, durante el tiempo que le toma a la partícula en el segundo modelo, inversamente proporcional, alcanzar una velocidad constante.: Capítulo I, Definición 6  Él define el logaritmo de 10 000 000 como cero y que el logaritmo de valores menores que ese es positivo, mientras que los números mayores tienen un logaritmo negativo, una inversión de signo de los logaritmos modernos. Este cambio de signo, a veces, se expresa diciendo que Napier, en términos modernos, definió logaritmos con base 1/e.: 19  Señala Napier que tiene libertad para elegir cualquier valor para tener un logaritmo cero (en términos modernos, la base) pero elige 10 000 000 para facilitar el cálculo, ya que coincide con el «seno total» (la hipotenusa) en sus tablas de senos.
El segundo capítulo describe las propiedades de los logaritmos y da algunas fórmulas (en forma de texto, ya que no estaba disponible una notación matemática formal) para trabajar con relaciones. Termina este capítulo con una nota que indica que está retrasando la publicación de su trabajo sobre la construcción de logaritmos, hasta que vea cómo se recibe su invento.
El capítulo 3 describe las tablas y sus 7 columnas. El capítulo 4 explica cómo utilizar las tablas y ofrece ejemplos resueltos para senos, tangentes y secantes. También explica cómo obtener logaritmos de números directamente usando los valores del seno como argumento y los valores del logaritmo del seno como resultado y viceversa. Analiza cómo tratar con diferentes múltiplos de diez e introduce una notación similar a la notación científica moderna, en la cual agrega varios ceros después del logaritmo de una cantidad para indicar la necesidad de corrección por décadas o espacios de potencias de 10.
El capítulo 5 presenta cuatro problemas de proporcionalidad y su solución utilizando los logaritmos. Concluye preguntando «¿qué gran beneficio otorgan estos logaritmos: ya que por la suma de estos para la multiplicación, por la resta para la división, por la división por dos para la extracción de raíces cuadradas, y por tres para las raíces cúbicas?... todos. Se evita el trabajo de cálculo más pesado».

### Libro II
El libro II trata de «ese noble tipo de Geometría que se llama Trigonometría», como lo describió Napier. El primer capítulo trata del uso de logaritmos para resolver problemas de trigonometría plana con triángulos rectángulos y, en particular, con ángulos pequeños, en los cuales sus logaritmos trigonométricos se vuelven grandes. El siguiente capítulo cubre triángulos planos oblicuos. Los capítulos restantes cubren la trigonometría esférica, comenzando con los cuadrantes. También describe su Pentagramma mirificum, que es una estrella de cinco puntas trazada sobre una esfera cuyos ángulos son todos de 90 grados.: 32 

## Cálculo de los logaritmos
Según describió en su Constructio, mediante sustracciones repetidas, Napier calculó (1 − 10−7)L para L variando de 1 a 100. El resultado para L = 100 es aproximadamente 0.99999 = 1 − 10−5. Posteriormente calculó los productos de estos números con 107(1 − 10−5)L para L de 1 a 50, y lo hizo de manera similar con 0.9998 ≈ (1 − 10−5)20 y 0.9 ≈ 0.99520. Estos cálculos, que llevaron 20 años de trabajo, sin auxilio de otros calculistas, le permitieron dar, para cualquier número N de 5 a 10 millones, el número L que resuelve la ecuación:
{\textstyle N=10^{7}(1-10^{-7})^{L}}
Al despejar el valor de L, en la ecuación anterior, se obtiene, en notación moderna, la relación de los logaritmos neperianos con los  logaritmos naturales:
{\displaystyle L=\log _{(1-10^{-7})}\left({\frac {N}{10^{7}}}\right)\approx 10^{7}\log _{1/e}\left({\frac {N}{10^{7}}}\right)=-10^{7}\ln \left({\frac {N}{10^{7}}}\right)}
en la cual, una aproximación muy cercana corresponde a la observación de que:
{\displaystyle (1-10^{-7})^{10^{7}}\approx {\frac {1}{e}}.}

## Recepción
El novedoso método de cálculo de Napier se difundió rápidamente en Gran Bretaña y en el extranjero. El astrónomo alemán Johannes Kepler dedicó su texto de 1616 Ephemerides novae motuum coelestium, ab anno vulgaris MDCXVII (Diarios de nuevos movimientos celestes del año 1617 de la era corriente, en español) a Napier, con una carta felicitándolo por su invento y sus beneficios para la astronomía. Kepler no encontró errores esenciales, excepto algunas imprecisiones en ángulos pequeños.: 16  Edward Wright, matemático y cartógrafo inglés, experto en navegación marítima, tradujo la Descriptio al inglés en 1615, pero se retrasó la publicación debido a su muerte. Henry Briggs completó ese trabajo y extendió el concepto hacia la base 10, más conveniente, en lo que ahora es denominado logaritmo común.: 16–18  El matemático británico Benjamín Ursinus llamó a Napier «un matemático sin igual».: 158  Trescientos años después, en 1914, el matemático británico Ernest William Hobson llamó a los logaritmos «uno de los mayores descubrimientos científicos que el mundo haya visto».: 5 
Pronto, los logaritmos de Napier tuvieron modificaciones, ya que, en una segunda edición en inglés de la Descriptio de 1618, hay un apéndice, que se cree escrito por el clérigo y matemático británico William Oughtred con los logaritmos de los números del 1 al 900 000, expresados como los hoy llamados logaritmos naturales, multiplicados por un factor de {\displaystyle 10^{6}}. En 1619, el matemático inglés John Speidell publicó el texto titulado New Logarithmes (Logaritmos nuevos, en español) en el cual calculó los logaritmos de senos, tangentes y secantes. Luego, se separó de los métodos de Napier para asegurarse de que todos los logaritmos fueran positivos. Una cuarta edición de New Logarithmes se publicó en 1622 y contenía un apéndice con una tabla con los logaritmos de los números naturales del 1 al 1000, equivalente a los logaritmos naturales multiplicados por un factor de {\displaystyle 10^{6}} tal como había hecho previamente Oughtred.
También surgieron dispositivos para calcular logaritmos en 1620, cuando el matemático británico Edmund Gunter desarrolló una regla con escala logarítmica; con un par de divisores se podría utilizar para multiplicar y dividir. Cerca de 1622, William Oughtred combinó dos reglas de Gunter para hacer un dispositivo de cálculo que fue, en esencia, la primera regla de cálculo.
La función logaritmo se convirtió en un elemento básico del análisis matemático, pero las tablas impresas de logaritmos fueron perdiendo importancia gradualmente en el siglo XX a medida que las calculadoras mecánicas multiplicadoras y, más tarde, las computadoras electrónicas asumieron las necesidades de cálculo de alta precisión. La introducción de la calculadora científica en los años 1970s puso fin a la era de las reglas de cálculo. Sin embargo, aún en la actualidad, las ediciones más recientes del manual Fórmulas y tablas de matemática aplicada editado bajo la Serie Schaum de la editorial McGraw Hill de los matemáticos estadounidenses Murray R. Spiegel, John Liu y Seymour Lipschutz (entre otros textos), aún contienen tablas de logaritmos.

## Ediciones posteriores
Las ediciones posteriores en idioma latín de la Descriptio fueron publicadas en los años 1619, 1620, 1658, 1807 y 1857. En idioma inglés, desde su primera edición en 1616, también fueron publicadas en 1618 y 1857, esta última traducida por Herschell Filipowski. El matemático Jean Peyroux publicó una traducción al idioma francés en 1993. Finalmente, el físico australiano Ian Bruce, mediante software realizó una nueva traducción al inglés moderno, junto con la versión en latín original y notas explicativas. Esta versión, en formato PDF, está disponible libremente para propósitos personales y educativos, pero se reserva su publicación en forma impresa.